# Суринамський долар
Суринамський долар (сур. Sranandala, нід. Surinaamse dollar) — національна валюта Суринаму; 1 суринамський долар = 100 центів.
На території країни в обігу перебувають банкноти номіналом 5, 10, 20, 50 і 100 суринамських доларів, монети номіналом 1, 5, 10, 25, 100 та 250 центів. Міжнародне позначення — SRD
До 1940 року суринамський гульден (попередник долара) був прирівняний до нідерландському гульдену. З вересня 1940 року було встановлено тверде співвідношення: 1 долар США = 1,886 суринамського гульдена, яке зберігалося до 27 грудня 1971 року. На базі цього співвідношення було визначено золотий вміст гульдена у 0,471230 г чистого золота (зафіксований МВФ 18 грудня 1946).
1 січня 2004 року на території держави була проведена грошова реформа. Її підсумком стало прирівнювання 1 суринамського долару до 1000 гульденів.
| Серія 2004 року | Серія 2004 року | Серія 2004 року     | Серія 2004 року | Серія 2004 року | Серія 2004 року     | Серія 2004 року            | Серія 2004 року              | Серія 2004 року            | Серія 2004 року |
| Зображення      | Зображення      | Номінал (в доларах) | Розміри (мм)    | Основні кольори | Основні кольори     | Опис                       | Опис                         | Опис                       | Рік друку       |
| Аверс           | Реверс          | Номінал (в доларах) | Розміри (мм)    | Основні кольори | Основні кольори     | Аверс                      | Реверс                       | Водяний знак               | Рік друку       |
| --------------- | --------------- | ------------------- | --------------- | --------------- | ------------------- | -------------------------- | ---------------------------- | -------------------------- | --------------- |
|                 |                 | 1                   | 73 x 128        |                 | Зелений             | Будівля Верховного суду    | орнамент                     | відсутній                  | 2004            |
|                 |                 | 2,5                 | 73 x 128        |                 | Синій, червоний     | Будівля Верховного суду    | орнамент                     | відсутній                  | 2004            |
|                 |                 | 5                   | 70 x 140        |                 | Червоний, блакитний | Будівля центрального банку | Пороги на Гран-Ріо Сула      | будівля центрального банку | 2004            |
|                 |                 | 10                  | 70 x 140        |                 | Зелений, жовтий     | Будівля центрального банку | річка Суринам                | будівля центрального банку | 2004            |
|                 |                 | 20                  | 70 x 140        |                 | Синій, жовтий       | Будівля центрального банку | гора Волтз                   | будівля центрального банку | 2004            |
|                 |                 | 50                  | 70 x 140        |                 | Коричневий, синій   | Будівля центрального банку | скеля Касі Касіма            | будівля центрального банку | 2004            |
|                 |                 | 100                 | 70 x 140        |                 | Коричневий, зелений | Будівля центрального банку | вид на р. Маровейне з висоти | будівля центрального банку | 2004            |

Банкноти Суринаму випуску 2010 року майже ідентичні в оформленні попереднім купюрам, лише мають збільшений ступінь захисту від підробок. Не зважаючи на те, що суринамський долар є єдиним офіційно визнаним платіжним засобом країни, практично всюди приймаються американські долари.